# Amena-Diapá
Amena-Diapá (Amenadiapa, Amena-dyapá, Amena-Dy), pleme američkih Indijnaca iz zapadnog Brazila nastanjeno nekada uz rijeku São Felipe graničnom području država Amazonas i Acre. Jezično su pripadali porodici Catuquinean, te su srodnici plemenima Katukina i Kanamari čije podgrupe završavaju sufiksom -dyapa. Charles A. Zisa (1970)) klasificira njihov jezik porodici Catuquinean, i fili macro-tucanoan